# Servet Ahmet Golbol
Servet Ahmet Golbol (* 1970 in Antakya, Türkei) ist ein deutsch-türkischer Filmregisseur und Drehbuchautor.

## Leben
Golbol ist ein Sohn türkischer Einwanderer. Nach dem Abitur in Ravensburg studierte er in Mainz Filmwissenschaft und nahm später ein paralleles Kunststudium an der Kunstakademie Mainz im Fach Film/Video auf. Er diplomierte mit dem Kurzfilm An Eve. Im Anschluss daran absolvierte er ein Postgraduierten-Studium an der Kunsthochschule für Medien (KHM) in Köln. Mit dem Drehbuch Saras Lied erhielt er dort sein Diplom.
Sein dokumentarischer Kinofilm Zwei halbe Leben sind kein Ganzes (2008) ist laut FBW „eine Auseinandersetzung mit Identitäten, Zugehörigkeitsgefühl, dem Tod und der Zeit - vor allem aber ein Plädoyer für Toleranz“ und erhielt dafür das „Prädikat besonders wertvoll“. Den Soundtrack des Films komponierte die Band Quadro Nuevo. Ohne die ansonsten üblichen Marketingmaßnahmen erreichte die CD Goldstatus in den Verkäufen.
Es folgten Künstlerporträts über den Cellisten Daniel Müller-Schott und die Geigerin Viviane Hagner für 3sat.
Zusammen mit Veit Helmer schrieb Golbol auch Drehbücher zu weiteren Filmen. Der von Helmer inszenierte Film Absurdistan, an dessen Drehbuch er beteiligt war, gewann u. a. den Spezialpreis der Filmjury des Bayerischen Filmpreises.
Mit dem dokumentarischen Kinofilm Rutenkinder drehte er nach Zwei halbe Leben sind kein Ganzes seinen zweiten „Heimatfilm“, dieses Mal in Deutschland. Das Thema war dieses Mal heiterer. Der Film porträtiert mit einem liebevollen Schmunzeln die Bewohner des oberschwäbischen Ravensburgs, wenn sie ihr jährliches Rutenfest feiern. Ulrich Kienzle wirkte mit als dokumentarischer Moderator mit ironischem Unterton. Premiere war 2011 in Ravensburg.
Mit den Musikern der Band Quadro Nuevo verband ihn seit der Filmmusik für Zwei halbe Leben sind kein Ganzes eine enge Freundschaft. Folgerichtig beschlossen sie, gemeinsam den Roadmovie Reise nach Batumi über die Band zu drehen und die Entstehung der CD Grand Voyage zu dokumentieren. Hierfür begleitete er sie auf einer wilden Tournee durch den Balkan und um die halbe Welt. Zusätzlich entstand dazu noch eine Konzertaufzeichnung im Prinzregententheater in München sowie ein Musikvideo.
2011 startete er zudem seine akademische Laufbahn als Lehrbeauftragter für Film an der Hochschule Trier im Fachbereich Intermedia Design. Seit dem Wintersemester 2017/2018 ist er dort als ordentlicher Professor tätig.
Gleichzeitig inszenierte Golbol für die Stuttgarter Theatercompany Lokstoff ein Stück über Frankenstein und Oppenheimer zur Kompilation Prometheus Reloaded 6.0, das am 2. November 2011 anlässlich der Landesausstellung Weltsichten im Linden-Museum in Stuttgart uraufgeführt wurde. Mit der Berlin International Opera war er auch im Bereich der Oper tätig.
2013 wurde er als sogenannter Fachlektor für Film vom Deutschen Akademischen Austauschdienst (DAAD) nach Jordanien an die Deutsch-Jordanische Universität (GJU) entsandt, um dort an der Faculty of Architecture and Built Environment im Fachbereich Design und Visuelle Kommunikation eine Filmabteilung aufzubauen, zu betreiben und im Curriculum zu verankern. Dort wurde er zum Industrial Professor berufen.
Überdies schrieb Golbol kommerzielle Hörspiele für Disney und Warner Bros.

## Filmographie
- 2015 GJU - A Success Story
- 2014 Campus Bus
- 2011 Rutenkinder
- 2011 Quardo Nuevo in Concert
- 2011 Reise nach Batumi
- 2011 You made me a Monster (Episode von Prometheus Reloaded)
- 2010 Kabul, Germany (Drehbuch)
- 2010 The Gift of the Magi
- 2010 Die Tochter des Kartographen (Drehbuch)
- 2009 Solo für Geige
- 2008 Zwei halbe Leben sind kein Ganzes
- 2008 Das Cello umarmen
- 2006 Absurdistan (Beteiligung am Drehbuch)
- 2005 Tango Five – A Journey Through Music
- 2004 Weißt du noch? – Das Retro Quiz  (Redaktionsleitung)
- 2002 Saras Reise
- 2002 Saras Lied (Drehbuch)
- 2002 Läuferinnen auf der Klinge (Drehbuch)
- 1999 25 FPS
- 1996 Tilt